# MC Guimê
Guilherme Aparecido Dantas Pinho (Osasco, 10 de novembro de 1992), mais conhecido pelo nome artístico MC Guimê, é um cantor e compositor brasileiro. Ficou conhecido pela sua primeira canção de trabalho "Tá Patrão", em seguida lançou outros singles que o levaram à grande mídia como, "Plaquê de 100", "Na Pista Eu Arraso", e o hit "País do Futebol" com a participação do rapper Emicida. Atualmente é considerado um dos maiores nomes do funk ostentação. MC Guimê tem como bordão a frase "Vai segurando!", falada no começo de suas músicas.

## Biografia

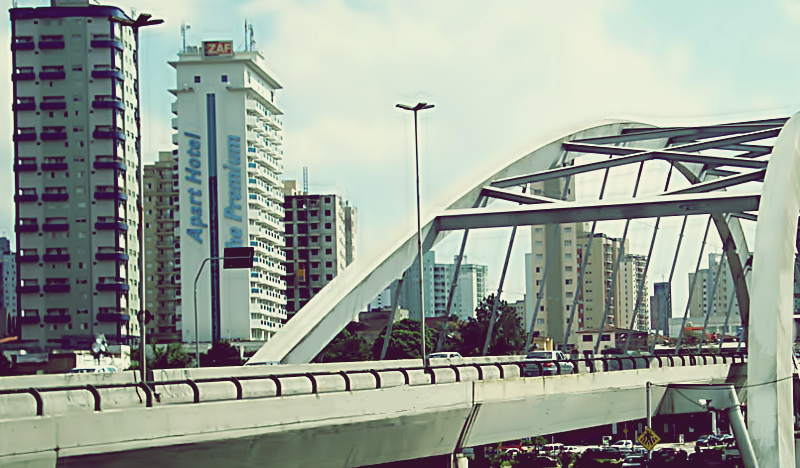
Osasco, cidade natal de Guimê.

Nascido em Osasco, filho de um ajudante de eletricista, Paulo Eduardo Dantas e de Maria Cristina Amaral Dantas, para ajudar o pai com as despesas da casa, Guilherme chegou a trabalhar dos 13 aos 16 em uma quitanda, idade com que começou a fazer suas primeiras músicas. Considerado o maior nome do funk ostentação, atualmente Guimê realiza cerca de três ou quatro shows por noite, faturando de 25 a 30 mil reais em cada noite e 500 mil por mês.
O luxo descrito nas letras não corresponde à história de vida de Guimê, em parte, anseio do garoto humilde. Por outro lado, o funkeiro descreve novas cenas de sua vida que lembram os luxuosos clipes de rap americano dos quais é fã. Foi criado a partir dos seis meses só pelo pai, eletricista de origem humilde, a quem chamava de mãe. Cresceu em Osasco enquanto se tornava obstinado com o sucesso.

## Carreira

### 2010–12: Primeiros trabalhos
Guimê, MC de "funk ostentação", diferente do funk tradicional que falava sobre as comunidades pobres, o MC Guimê em suas músicas fala sobre carro, roupa de grife, perfume importado, dinheiro e jóias. Ganhou uma grande notoriedade com as músicas, "Tá Patrão" e "Plaque de 100", com o videoclipe da música "Plaque de 100", foi um dos clipes musicais mais visto em 2012 com mais de 60 milhões de acessos no YouTube. Após o seu sucesso, Guimê começou a ter acesso as grandes mídias, tendo início participando de programas de TV como, Legendários, Sábado Total, Esquenta!, Programa do Ratinho, Agora é Tarde, Programa da Tarde, Hoje em Dia, Mix TV, Programa Raul Gil, e Altas Horas
Escrevendo para o Yahoo!, Regis Tadeu publicou uma crítica negativa ao tema das músicas do cantor em 2012: "(...) Em várias respostas, Guimê se mostra como o mais fiel retrato de uma molecada emergente das camadas menos privilegiadas em termos sócio/econômicos que, de repente, adquiriu meios de adquirir bens de consumo, mas que não conseguiu igual facilidade na hora de ter acesso à cultura e educação. (...) É um claro sinal de que ele representa uma molecada que hoje em dia prefere ser rica a ter um mínimo de cultura. (...)".

### 2013–presente: Reconhecimento,Sou Filho da LuaeBig Brother Brasil 23

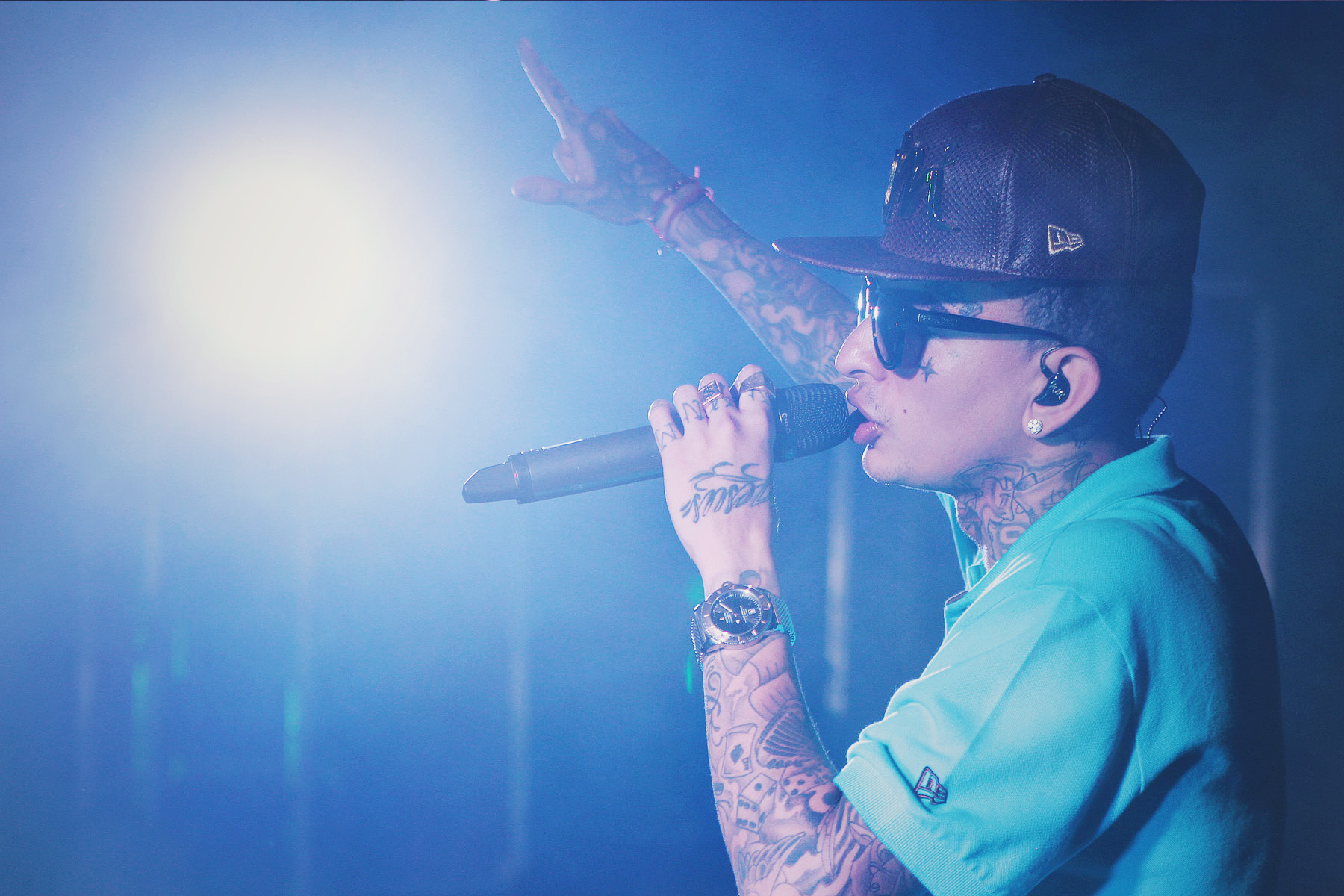
MC Guimê se apresentando em Mato Grosso

MC Guimê lançou em 2013 a música e videoclipe "Na Pista, Eu Arraso", a letra traz o estilo do funk ostentação, falando de carros, festas e dinheiro. A gravação do videoclipe da canção aconteceu em São Paulo, na Praça Charles Miller e na casa noturna Lions. Mais tarde, no mesmo ano, ele faz uma canção nomeada "País do futebol" com participação do rapper Emicida, em homenagem à Copa das Confederações, mais especificamente para o jogador Neymar. Em seguida, Guimê faz participação na canção, "Na Atividade", da dupla de hip-hop Bonde da Stronda, de seu álbum O Lado Certo da Vida Certa.
Em seguida, Guimê faz participação na canção do rapper Terra Preta, "Os Muleke é Liso", sendo lançado também um videoclipe no dia 31 de julho de 2013, atingindo 86 mil acessos durante o primeiro dia. No final do ano de 2013, Guimê lança a canção "País do Futebol", canção candidata a música da copa de 2014, com a participação do rapper Emicida. Desde o primeiro dia de lançamento, o videoclipe da canção no YouTube alcançou 1 milhão de acessos em 24 horas de lançamento, e a música chegou no top 10 das canções mais vendidas do iTunes.
O videoclipe possui a participação do futebolista Neymar. O lançamento do clipe de "País do futebol", aconteceu no dia do show de MC Guimê no YouTube Music Awards, no Rio de Janeiro. Em "País do futebol", Guimê usa menos o tema de artigos de luxo do funk ostentação. No carnaval de 2014, MC Guimê em um de seus shows, com a cantora Claudia Leitte, cantaram juntos o seu hit "Plaquê de 100" e o hit de Claudia Leitte, "Claudinha Bagunceira". Em 2014, MC Guimê tornou-se capa da revista Veja.
Em 22 de setembro de 2014, Guimê lançou o single "Brazil We Flexing", com a participação do rapper americano Soulja Boy. Em janeiro de 2016, foi anunciado que MC Guimê havia assinado contrato com a Warner Music Brasil. No mesmo ano participou da composição do hino do Red Bull Brasil, junto com Gaby Amarantos, o hino foi lançado em uma partida contra o Palmeiras, pelo Campeonato Paulista. Seu primeiro álbum de estúdio Sou Filho da Lua está em produção e não tem previsão de estreia. "Fogo" com participação da cantora Lexa, foi selecionada como primeiro single de seu álbum de estreia. "Não Roba Minha Brisa" foi lançado como segundo single de Sou Filho da Lua em 22 de abril de 2016 em formato digital.
Em 2023, Guimê foi convidado para ser um dos participantes do grupo camarote na vigésima terceira temporada do reality show Big Brother Brasil. Foi expulso do programa em 16 de março após violar as regras do programa ao assediar a mexicana Dania Mendez.

## Filmografia
| Ano  | Título                   | Papel                             | Notas        |
| ---- | ------------------------ | --------------------------------- | ------------ |
| 2022 | The Masked Singer Brasil | Participante - Lampião (com Lexa) | Temporada 2  |
| 2023 | Big Brother Brasil       | Participante (Desclassificado)    | Temporada 23 |

## Vida pessoal
Em 8 de maio de 2016, Guimê foi detido por porte de drogas. Logo depois, assume que faz uso de maconha: "Sou um cara que assumo o que faço. Não vou ficar batalhando por uma parada que não tem entendimento. Faço o que faço e assumo, sou sujeito homem". "Diferente do que vários querem, estou firmão e trabalhando muito. Que a semana de todos vocês seja abençoada e guiada pelo nosso Senhor Jesus Cristo! Não acredite em tudo que lê e que se ouve por aí. Até papagaio fala! Deixa eles falar enquanto nós tá festejando". A cantora Lexa mostrou apoio ao então namorado (atual marido, desde 22 de maio de 2018), postando em seu Instagram: "Você trabalha pela sua família, é amoroso, justo e honesto. Acho que antes de você fazer a sua primeira tatuagem na pele, fez uma um pouco antes no coração... e escreveu 'amor'. Você é puro amor! Te amo! Só quem te conhece sabe o quanto você ajuda todos ao seu redor e é isso que importa para mim, aliás, é o que deveria importar para todo o mundo". Guimê, pouco depois, desabafou: "Só Deus pode me julgar". Em março de 2019, o funkeiro voltou a ser detido porém liberado no mesmo dia. Em 2020 participou do videoclipe "Largadão" gravado na quarentena com sua esposa Lexa. 
Durante sua participação no Big Brother Brasil 23, MC Guimê foi expulso pela direção do programa, que justificou assédio ao flagrar Guimê passando a mão sobre as nádegas de Dania Mendez durante uma festa do programa. Lexa, esposa do MC, deixou de torcer para o marido no reality. Alguns dias depois, foi anunciado o fim do casamento.  Alguns meses depois, eles se reconciliaram. No entanto, após alguns meses, se separaram definitivamente.

## Discografia

### Álbuns de estúdio
| Álbum            | Detalhes                                                                                  |
| ---------------- | ----------------------------------------------------------------------------------------- |
| Sou Filho da Lua | - Lançamento: 11 de novembro de 2016 - Formatos: CD, download digital - Gravadora: Warner |

### Singles

#### Como artista principal
| "Tá Patrão"                                                                    | 2011 | —  | Não adicionado à nenhum álbum |
| "Lar, Doce Lar (Favela)" (part. Império de Casa Verde)                         | 2011 | —  | Não adicionado à nenhum álbum |
| "Isso que É Vida"                                                              | 2012 | —  | Não adicionado à nenhum álbum |
| "Olha Ela de Novo"                                                             | 2012 | —  | Não adicionado à nenhum álbum |
| "Plaquê de 100"                                                                | 2012 | —  | Não adicionado à nenhum álbum |
| "Na Pista Eu Arraso"                                                           | 2012 | —  | Não adicionado à nenhum álbum |
| "País do Futebol"                                                              | 2013 | 11 | Não adicionado à nenhum álbum |
| "Brazil We Flexing" (part. Soulja Boy)                                         | 2014 | —  | Não adicionado à nenhum álbum |
| "Eu Vim Pra Ficar"                                                             | 2014 | —  | Não adicionado à nenhum álbum |
| "Relaxa"                                                                       | 2015 | —  | Não adicionado à nenhum álbum |
| "Fogo" (part. Lexa)                                                            | 2015 | —  | Não adicionado à nenhum álbum |
| "Queira ou Não Queira"                                                         | 2015 | —  | Não adicionado à nenhum álbum |
| "Não Roba Minha Brisa"                                                         | 2016 | —  | Sou Filho da Lua              |
| "Viva La Vida" (part. Tropkillaz)                                              | 2016 | —  | Sou Filho da Lua              |
| "Fato Raro"                                                                    | 2016 | —  | Sou Filho da Lua              |
| "Aliados" (part. MC Lon e MC Rodolfinho)                                       | 2017 | —  | Sou Filho da Lua              |
| "No Auge"                                                                      | 2017 | —  | Não adicionado à nenhum álbum |
| "Tá Doidona"                                                                   | 2018 | —  | Não adicionado à nenhum álbum |
| "—" denota títulos que não entraram nas paradas ou não foram lançados no país. |      |    |                               |

#### Como artista convidado
| "O Tempo não Espera" (MC Lon part. MC Guimê)                                   | 2012 | — | Não adicionado à nenhum álbum         |
| "Os Muleke É Liso" (MC Rodolfinho part. MC Guimê)                              | 2013 | — | Inevitável                            |
| "Brazilian Day Song" (Cine part. MC Guimê)                                     | 2013 | — | Não adicionado à nenhum álbum         |
| "Na Atividade" (Bonde da Stronda part. MC Guimê)                               | 2013 | — | O Lado Certo da Vida Certa            |
| "Deu a Louca" (Turma do Pagode part. MC Guimê)                                 | 2014 | — | Mania do Brasil                       |
| "Suíte 14" (Henrique & Diego part. MC Guimê)                                   | 2014 | 1 | Tempo Certo - Ao Vivo em Campo Grande |
| "Matimba" (Remix) (Claudia Leitte part. Big Sean e MC Guimê)                   | 2014 | — | Sette                                 |
| "No Meu Talento" (Anitta part. MC Guimê)                                       | 2015 | 8 | Ritmo Perfeito                        |
| "Rei do Baile" (MC Sapão part. Mr. Catra e MC Guimê)                           | 2015 | — | Não adicionado à nenhum álbum         |
| "Eu Sou Favela" (Cacau Junior part. MC Guimê)                                  | 2017 | — | Não adicionado à nenhum álbum         |
| "Escobar 2" (K2Rhym part. MC Guimê)                                            | 2017 | — | Não adicionado à nenhum álbum         |
| "Baila Así" ( Thascya part. MC Guimê e Natália Subtil)                         | 2017 | — | Não adicionado à nenhum álbum         |
| "—" denota títulos que não entraram nas paradas ou não foram lançados no país. |      |   |                                       |

## Prêmios e indicações
| Ano  | Prêmio                                | Categoria                   | Trabalho           | Resultado | Ref.   |
| ---- | ------------------------------------- | --------------------------- | ------------------ | --------- | ------ |
| 2014 | MTV Europe Music Awards               | Best Brazilian Act          | Ele mesmo          | Indicado  | [ 62 ] |
| 2014 | Kids Choice Awards                    | Hit Brasileiro Favorito     | "País do Futebol"  | Indicado  | [ 63 ] |
| 2014 | Prêmio Extra de Televisão             | Melhor Música de Novela     | "País do Futebol"  | Indicado  | [ 64 ] |
| 2014 | Meus Prêmios Nick                     | Música do Ano               | "País do Futebol"  | Indicado  | [ 65 ] |
| 2014 | Prêmio Multishow de Música Brasileira | Música Chiclete             | "País do Futebol"  | Indicado  | [ 66 ] |
| 2014 | Prêmio Multishow de Música Brasileira | Melhor Clipe TVZ            | "País do Futebol"  | Indicado  | [ 66 ] |
| 2014 | Capricho Awards                       | Hit Nacional                | "País do Futebol"  | Venceu    | [ 67 ] |
| 2014 | Capricho Awards                       | Parcerias                   | "País do Futebol"  | Indicado  | [ 67 ] |
| 2014 | Melhores do Ano                       | Música do Ano               | "País do Futebol"  | Indicado  | [ 68 ] |
| 2014 | Prêmio Jovem Brasileiro               | Música do Ano               | "País do Futebol"  | Indicado  | [ 69 ] |
| 2014 | Prêmio Jovem Brasileiro               | Clipe do Ano                | "País do Futebol"  | Indicado  | [ 69 ] |
| 2014 | Prêmio Jovem Brasileiro               | Melhor Cantor Jovem         | Ele mesmo          | Indicado  | [ 69 ] |
| 2014 | Prêmio F5                             | Hit do Ano                  | "País do Futebol"  | Indicado  | [ 70 ] |
| 2014 | Prêmio F5                             | Cantor do Ano               | Ele mesmo          | Indicado  | [ 70 ] |
| 2015 | Shorty Awards                         | Best Brazil in Social Media | Ele mesmo          | Indicado  |        |
| 2015 | Prêmio Multishow de Música Brasileira | Música Chiclete             | "Suíte 14"         | Indicado  | [ 71 ] |
| 2015 | MTV Europe Music Awards               | Best Brazilian Act          | Ele mesmo          | Indicado  | [ 72 ] |
| 2015 | Meus Prêmios Nick                     | Cantor Favorito             | Ele mesmo          | Indicado  | [ 73 ] |
| 2015 | Prêmio Jovem Brasileiro               | Melhor Show                 | Ele mesmo          | Indicado  | [ 74 ] |
| 2015 | Prêmio Jovem Brasileiro               | Melhor Clipe do Ano         | "Eu Vim pra Ficar" | Indicado  | [ 74 ] |
| 2015 | UOL Melhores do Ano                   | Melhor Rapper ou MC         | Ele mesmo          | Venceu    | [ 75 ] |